# Charles Sturt

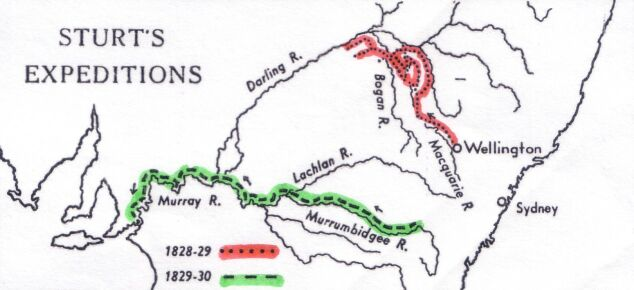
Mapa z zaznaczonymi trasami pierwszej (kolor czerwony) i drugiej (zielony) wyprawy Sturta

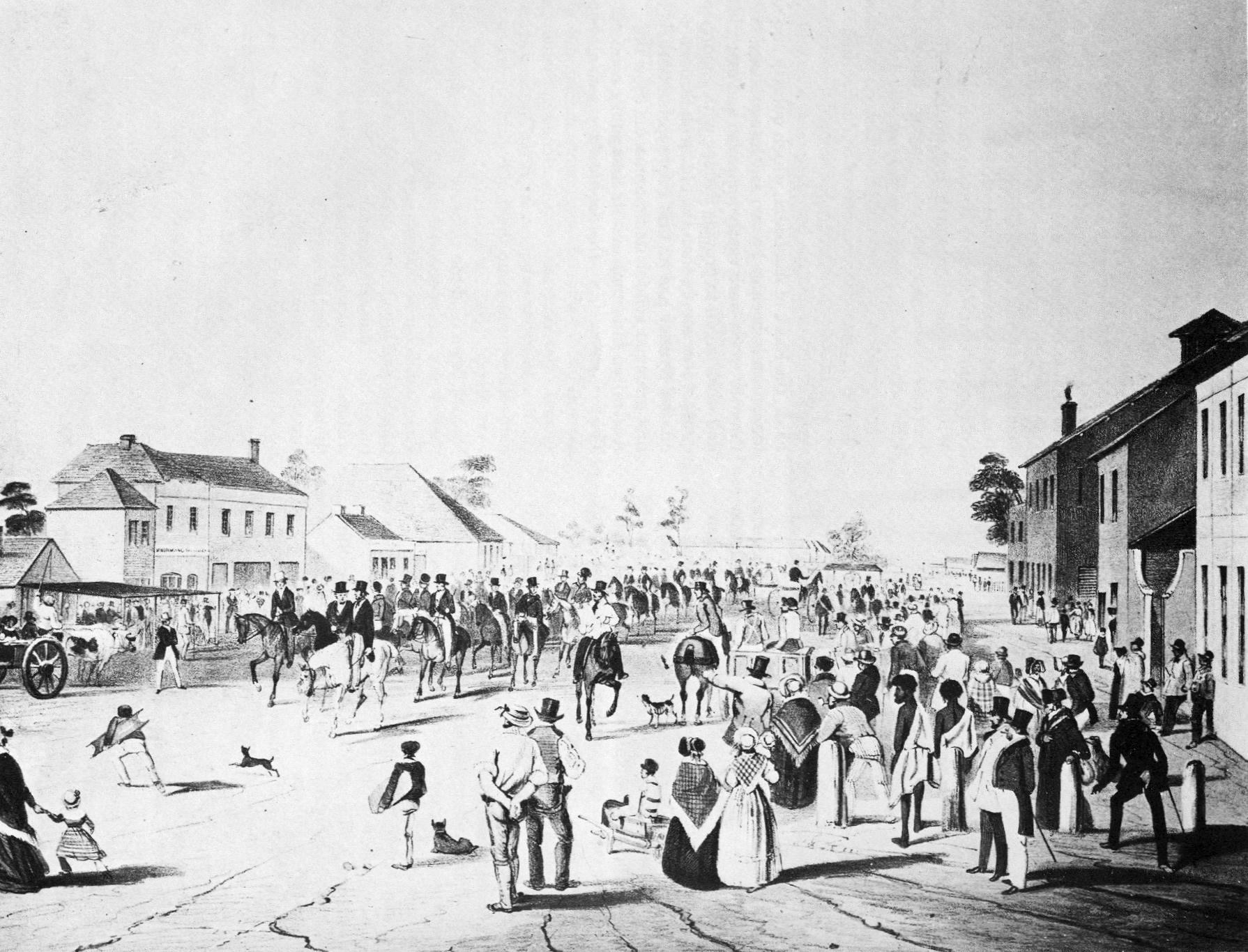
Rycina przedstawiająca wyjazd trzeciej ekspedycji Sturta z Adelajdy w 1844 roku

Charles Sturt (ur. 28 kwietnia 1795 w Chunar-Ghur, zm. 16 czerwca 1869 w Cheltenham) – brytyjski żołnierz i podróżnik, najbardziej znany jako zasłużony eksplorator australijskiego interioru.

## Życiorys

### Młodość
Urodził się w Bengalu, gdzie jego ojciec pracował jako sędzia dla Brytyjskiej Kompanii Wschodnioindyjskiej. Gdy miał pięć lat, został wysłany do Anglii w celu zdobycia wykształcenia. Jego rodziny nie było jednakże stać na zapewnienie mu edukacji uniwersyteckiej, wobec czego w wieku 18 lat wstąpił do armii. Był jednym z podkomendnych księcia Wellingtona, pod którego rozkazami walczył w Kanadzie, Hiszpanii i Waterloo. W 1825 otrzymał stopień kapitana.

### Wyprawy
Dwa lata później jego regiment otrzymał zadanie eskortowania grupy skazańców w drodze do Nowej Południowej Walii, mając wówczas status kolonii karnej, ale przyjmującej także wolnych osadników. Po przybyciu na miejsce postanowił tam osiąść. W krótkim czasie po przybyciu do kolonii Sturt nawiązał znakomity kontakt z członkami miejscowej elity, na czele z gubernatorem Ralphem Darlingiem, który już w 1828 powierzył mu dowodzenie ekspedycją mającą zbadać tereny położone wzdłuż rzeki Macquarie. Pomimo bardzo trudnych warunków – ze względu za suszę podróżnicy cierpieli niedostatek wody – Sturtowi i jego ludziom udało się znacznie przesunąć na północny zachód dotychczas poznane granice kolonii. Odkryli nieznaną wcześniej dużą rzekę, którą na cześć swego patrona nazwali Darling. Nie zdołali jednak ustalić, gdzie uchodzą płynące na zachód rzeki.
Aby rozwikłać tę zagadkę, Sturt zaproponował wysłanie ekspedycji, która miałaby popłynąć rzeką Murrumbidgee aż do jej ujścia. Gubernator wyraził zgodę i powierzył mu kierownictwo tej misji. Po przepłynięciu całej długości rzeki stwierdzili, że stanowi ona dopływ większej rzeki, którą nazwali Murray. Płynęli nią dalej, po drodze napotykając inny dopływ – opisaną wcześniej rzekę Darling. To doprowadziło ich do wniosku, iż Murray jest centralną rzeką tego regionu, a wszystkie pozostałe stanowią część jej dorzecza. Kontynuowali swą podróż aż do ujścia Murray do oceanu na południowym wybrzeżu Australii, gdzie z pewnym rozczarowaniem stwierdzili, że ujście jest tak piaszczyste, iż nie nadaje się dla żeglugi.

### Administrator kolonialny
Po zakończeniu ekspedycji Sturt był krótko komendantem garnizonu na wyspie Norfolk, po czym musiał wracać do Anglii z powodów zdrowotnych – angielskim lekarzom w ostatniej chwili udało się uratować jego wzrok. Podczas dwuletniego pobytu w ojczyźnie zdążył wydać książkę opisującą swe podróże, w której opiewał dogodne warunki dla osadnictwa panujące na południu Australii. Stało się to źródłem bezpośredniej inspiracji do założenia nowej kolonii – Australii Południowej.
W 1834 w uznaniu jego zasług rząd brytyjski przyznał mu liczącą 5 tysięcy akrów (20 km²) działkę w Nowej Południowej Walii. Później przeniósł się do Australii Południowej, gdzie ze zmiennym szczęściem pracował w administracji kolonialnej, będąc m.in. głównym geodetą tej kolonii. W 1844 podjął swoją ostatnią wielką ekspedycję, mającą potwierdzić lub obalić tezę, że wewnątrz kontynentu australijskiego znajduje się bardzo duży zbiornik wodny (o czym wówczas szeroko spekulowano). Przemierzył setki kilometrów na północ, przedzierając się przez góry i pustynie i próbując dotrzeć do geograficznego środka Australii. Ostatecznie nie zdołał tego dokonać, a do tego ciężko zachorował. Wyprawa powróciła szczęśliwie do Adelajdy pod wodzą przydzielonego jej lekarza, Johna Harrisa Browna.
W latach 1847–1849 ponownie przebywał w Anglii, a po powrocie do Australii Południowej otrzymał stanowisko sekretarza kolonii, jedno z najwyższych w jej administracji. Po dwóch latach przeszedł na emeryturę i otrzymał skromną dożywotnią pensję. W 1853 uznał, że rosnące koszty utrzymania w Australii nie są już na jego kieszeń i powrócił do Anglii, gdzie oddał się życiu rodzinnemu. Dwukrotnie był kandydatem na gubernatora innych kolonii australijskich – Wiktorii i Queensland, ale w obu przypadkach na przeszkodzie stanęły jego zaawansowany wiek, słabe zdrowie i kiepska sytuacja finansowa.

### Śmierć i upamiętnienie
Sturt zmarł nagle 16 czerwca 1869 roku. Wdowa po nim otrzymała dożywotnią rentę w wysokości równej wdowom po kawalerach wysokich orderów, choć Sturt nie był nigdy takim odznaczony – można to więc uznać za swego rodzaju pośmiertne wyróżnienie. Pozostawił dwóch synów – obaj zostali wysokiej rangi oficerami armii, jeden z nich dosłużył się nawet szlifów generalskich. Upamiętniają go liczne nazwy w Australii, m.in. dzielnica Adelaide City of Charles Sturt, uczelnia Charles Sturt University, okręg wyborczy Sturt oraz Park Narodowy Sturt.